# Tanjung Sangkar
Tanjung Sangkar is een bestuurslaag in het regentschap Bangka Selatan van de provincie Bangka-Belitung, Indonesië. Tanjung Sangkar telt 2183 inwoners (volkstelling 2010).